# Wojciech Wencel
Wojciech Wencel (ur. 16 lutego 1972 w Gdańsku) – polski poeta, felietonista, eseista i krytyk literacki.

## Życiorys
Absolwent III Liceum Ogólnokształcącego im. Bohaterów Westerplatte (popularnej „Topolówki”) oraz polonistyki Uniwersytetu Gdańskiego. Stały felietonista tygodników „Nowe Państwo” (1999–2004), „Ozon” (2005–2006), „Wprost” (2006–2008), „Gość Niedzielny” (2006-2019), „Gazeta Polska” (2011–2013), „wSieci” (2014-2018). Wiersze publikował m.in. w „brulionie”, „Zeszytach Literackich” i „Tygodniku Powszechnym”.
Był członkiem redakcji kwartalnika „Fronda” (1997–2007) oraz współzałożycielem i członkiem redakcji magazynu „44 / Czterdzieści i Cztery” (2007–2011).
Od 1998 jest stałym współpracownikiem dwumiesięcznika „Arcana”. W latach 1998–2002 był członkiem, a następnie wiceprzewodniczącym Rady Programowej TVP SA.
W 2010 wszedł w skład Trójmiejskiego Społecznego Komitetu Poparcia Jarosława Kaczyńskiego na prezydenta RP. Jest autorem manifestu stowarzyszenia Solidarni 2010. W 2011 był inicjatorem listu otwartego poetów wyrażającego solidarność z Jarosławem Markiem Rymkiewiczem, pozwanym przez spółkę Agora.
W 2011 otrzymał Nagrodę Literacką im. Józefa Mackiewicza za tom poezji „De profundis”.
W 2014 jego „Oda na dzień św. Cecylii” zajęła czwarte miejsce w plebiscycie Programu Drugiego Polskiego Radia „25 książek na 25-lecie”. Słuchacze radiowej Dwójki uznali ją za najważniejszy tom poezji napisany w języku polskim w ostatnim ćwierćwieczu.
W lutym 2017 Wojciech Wencel został laureatem nagrody „Zasłużony dla Polszczyzny” przyznawanej przez Prezydenta RP.
Kandydatura Wojciecha Wencla do tej nagrody została wyłoniona (jako jedna z trzech) w tajnym głosowaniu na posiedzeniu kapituły nagrody 12 października 2016 r. Po posiedzeniu przedstawiciele Rady Języka Polskiego: przewodniczący Andrzej Markowski, sekretarz Katarzyna Kłosińska i członek Rady Jerzy Bralczyk oraz wchodząca w skład kapituły laureatka nagrody z 2013 r. Jadwiga Puzynina odmówili podpisania protokołu; ich stanowisko poparli laureaci tej nagrody z lat ubiegłych, członkowie kapituły nagrody nieobecni na posiedzeniu: Jerzy Bartmiński, Jan Miodek i Walery Pisarek. Po ogłoszeniu nagrody opublikowali oni na witrynie Rady Języka Polskiego datowane na 18 października 2016 r. oświadczenie zatytułowane votum separatum, w którym uzasadniają swoje postępowanie tym, że – nieznane im w trakcie posiedzenia – teksty publicystyczne Wojciecha Wencla „zaprzeczają idei etyki słowa”.
Wszedł w skład komitetu wspierającego kandydaturę Karola Nawrockiego na prezydenta RP w wyborach w 2025.

## Publikacje

### Książki poetyckie
- Wiersze (Towarzystwo „Ogród Ksiąg”, Warszawa 1995)
- Oda na dzień św. Cecylii (Wydawnictwo Marabut, Gdańsk 1997)
- Oda chorej duszy (bibLioteka, Kraków-Warszawa 2000)
- Ziemia Święta (Wydawnictwo Literackie, Kraków 2002)
- Wiersze zebrane (Fronda – Apostolicum, Warszawa-Ząbki 2003)
- Imago mundi. Poemat (Fronda – AA, Warszawa-Kraków 2005)
- Podziemne motyle (Nowy Świat, Warszawa 2010)
- De profundis (Arcana, Kraków 2010, 2 wyd. 2011, 3 wyd. 2012)
- Małe Betlejem / Christmastide (wyd. bibliofilskie w nakładzie 30 egz., Mordellus Press, Berlin 2011)
- Oda do śliwowicy i inne wiersze z lat 1992–2012 (Arcana, Kraków 2012)
- Epigonia (Arcana, Kraków 2016)
- Wiersze wybrane (Arcana, Kraków 2017)
- Polonia aeterna (Arcana, Kraków 2018)
- Mnemosyne (Arcana, Kraków 2024)

### Zbiory esejów
- Zamieszkać w katedrze. Szkice o kulturze i literaturze (Fronda – Apostolicum, Warszawa-Ząbki 1999)
- Przepis na arcydzieło. Szkice literackie (Arcana, Kraków 2003)

### Zbiory felietonów
- Niebo w gębie (Arcana, Kraków 2010)
- Wencel gordyjski (Zysk i S-ka, Poznań 2011)
- Listy z podziemia (LTW, Łomianki 2013)

### Biografistyka
- Wierzyński. Sens ponad klęską. Biografia poety (Instytut Literatury, Kraków 2020)
- Lechoń. Rycerz i faun. Biografia poety (Instytut Literatury, Kraków 2021)
- Baliński. Smutny młodzieniec. Biografia poety (Instytut Literatury, Kraków 2023)

### Książki w przekładach na języki obce
- Imago mundi / Obraz mira [wybór poezji], przeł. na rosyjski Władimir Okuń (Baltrus, Moskwa 2020)
- Imago mundi [wybór poezji], przeł. na ukraiński Oleksandra Iwaniuk (Krok, Tarnopol 2020)
- Wierzyński: Sense Beyond Catastrophe. A Biography of the Poet, przeł. na angielski Charles S. Kraszewski (Instytut Literatury, Kraków 2021)
- Imago Mundi and Other Poems [wybór poezji], przeł. na angielski Michael J. Mikoś, przedmowa Wojciech Kudyba (Slavica, Bloomington 2023)

### Inne projekty
- Droga Krzyżowa 2007 (tekst rozważań do widowiska z udziałem czołówki polskich aktorów emitowanego przez TVP, 2007)
- Křížová Cesta. Velké Pátky 20. století (tekst rozważań do słuchowiska emitowanego i wydanego na płycie CD przez Czeskie Radio przy współudziale Instytutu Polskiego w Pradze, 2008)
- Pani Cogito (tekst pieśni wykonywanej przez Jana Pietrzaka)
- Wiersze o Polsce (płyta CD z autorską recytacją 28 wierszy dołączona do książki Joanny Lichockiej Przebudzenie, Wydawnictwo M, Kraków 2012)

## Nagrody i wyróżnienia
- 1995 Nagroda im. Kazimiery Iłłakowiczówny za najlepszy debiut poetycki roku – Wiersze
- 1996 Nagroda główna w I Konkursie Poetyckim im. x. Józefa Baki – poemat Requiem
- 1997 nominacja do Nagrody Literackiej Nike – Oda na dzień św. Cecylii
- 2000 Nagroda Fundacji im. Kościelskich – Oda chorej duszy
- 2000 Nagroda im. ks. Janusza St. Pasierba – Oda chorej duszy
- 2002, 2003, 2006, 2011 nominacje do Nagrody Literackiej im. Józefa Mackiewicza – Oda chorej duszy, Ziemia Święta, Imago mundi, De profundis
- 2003 Nagroda Artusa za najlepszą gdańską książkę roku – Ziemia Święta
- 2004 stypendium Ministra Kultury
- 2004 stypendium Baltic Centre for Writers and Translators w Visby na Gotlandii
- 2006 wyróżnienie w konkursie Polskiego Towarzystwa Wydawców Książek „Najpiękniejsze książki roku” – Imago mundi
- 2010 Řád Bílé Karla Vrány I. stupně (Order Biały Karla Vrány I. stopnia) za „poetyckie i śliwowicowe propagowanie Wyżyny Czesko-Morawskiej w Polsce”
- 2011 nominacja do Nagrody TOTUS w kategorii „osiągnięcia w dziedzinie kultury chrześcijańskiej”
- 2011 nominacja do Nagrody im. Jacka Maziarskiego
- 2011 nominacja do Nagrody Złotej Ryby przyznawanej przez Fundację Macieja Rybińskiego
- 2011 Nagroda Literacka im. Franciszka Karpińskiego
- 2011 Nagroda Literacka im. Józefa Mackiewicza – De profundis
- 2014 czwarte miejsce w plebiscycie radiowej Dwójki „25 książek na 25-lecie” – Oda na dzień św. Cecylii
- 2017 Nagroda Prezydenta Rzeczypospolitej Polskiej „Zasłużony dla Polszczyzny”[7]
- 2018 Medal 100-lecia Odzyskania Niepodległości
- 2020 Doroczna Nagroda Ministra Kultury i Dziedzictwa Narodowego w dziedzinie literatury
- 2022 Nagroda Literacka Czterech Kolumn[11]
- 2022 Nagroda im. Oskara Haleckiego w konkursie Książka Historyczna Roku – Lechoń. Rycerz i faun (wybór jury)[12]
- 2022 Nagroda im. Oskara Haleckiego w konkursie Książka Historyczna Roku – Wierzyński. Sens ponad klęską (wybór czytelników)[12]
- 2024 Nagroda Totus Tuus 2024 w kategorii "Osiągnięcia w dziedzinie kultury chrześcijańskiej"[13]